# Espace de longueur
En mathématiques, un espace de longueur est un espace métrique particulier, qui généralise la notion de
variété  riemannienne : la distance y est définie par une fonction vérifiant une axiomatique la rendant proche de l'idée concrète de distance.
Les espaces de longueur ont été étudiés au début du XXe siècle par Busemann (en) et Rinow (en) sous le nom d'espaces métriques intrinsèques, et réintroduits plus récemment par Mikhaïl Gromov.

## Structures de longueur
Soit X un espace topologique. Une courbe dans X est une application continue {\displaystyle c:I\rightarrow X},
où I est un intervalle de {\displaystyle \mathbb {R} }.
Une structure de longueur sur X est la donnée d'un ensemble {\displaystyle {\mathcal {C}}} de courbes
(dites admissibles) et d'une application {\displaystyle L:{\mathcal {C}}\rightarrow \mathbb {R} ^{+}}
vérifiant les propriétés suivantes :
- si c est constante, {\displaystyle L(c)=0}
- Juxtaposition : si {\displaystyle c_{1}:[a,b]\rightarrow X} et  {\displaystyle c_{2}:[b,c]\rightarrow X} sont admissibles et telles que {\displaystyle c_{1}(b)=c_{2}(b)}

et si {\displaystyle c_{3}:[a,c]\rightarrow X} est la courbe obtenue en faisant suivre {\displaystyle c_{1}} par {\displaystyle c_{2}},
alors {\displaystyle c_{3}} est admissible, et {\displaystyle L(c_{3})=L(c_{1})+L(c_{2})}
- Restriction :  si {\displaystyle c:[a,b]\rightarrow X} est admissible, il en est de même de ses restrictions à tout sous-intervalle, et l'application {\displaystyle t\mapsto L(c_{\vert [a,t]})} est continue.
- Indépendance du paramétrage : si {\displaystyle c:I\rightarrow X} est admissible, et si {\displaystyle \phi (t)=\alpha t+\beta }, alors {\displaystyle c\circ \phi } est admissible et {\displaystyle L(c\circ \phi )=L(c)}
- Compatibilité : pour tout x de X et tout {\displaystyle U\subset X} voisinage ouvert de x, il existe un {\displaystyle r>0} tel que toute courbe admissible {\displaystyle c:[a,b]\rightarrow X} telle que {\displaystyle c(a)=x} et {\displaystyle c(b)\notin U} vérifie {\displaystyle L(c)>r}.

## Exemples
- Le cas modèle est évidemment celui de l'espace euclidien.

On prend pour courbes admissibles les courbes {\displaystyle C^{1}} par morceaux, et pour L la longueur usuelle.
- Si on prend pour courbes admissibles les courbes {\displaystyle C^{1}} par morceaux de {\displaystyle \mathbb {R} ^{3}}

telles que
on obtient un exemple de structure de longueur de Carnot-Carathéodory.
- Toute métrique riemannienne ou finslérienne définit une structure de longueur.

## Distance associée à une structure de longueur.
Soit {\displaystyle d_{L}(x,y)} la borne inférieure des {\displaystyle L(c)} prise pour
toutes les courbes admissibles joignant x et y.
On définit ainsi une distance sur X (prenant des valeurs éventuellement infinies). La topologie associée à
cette distance est plus fine que la topologie de départ.

## Structure de longueur définie par une distance.

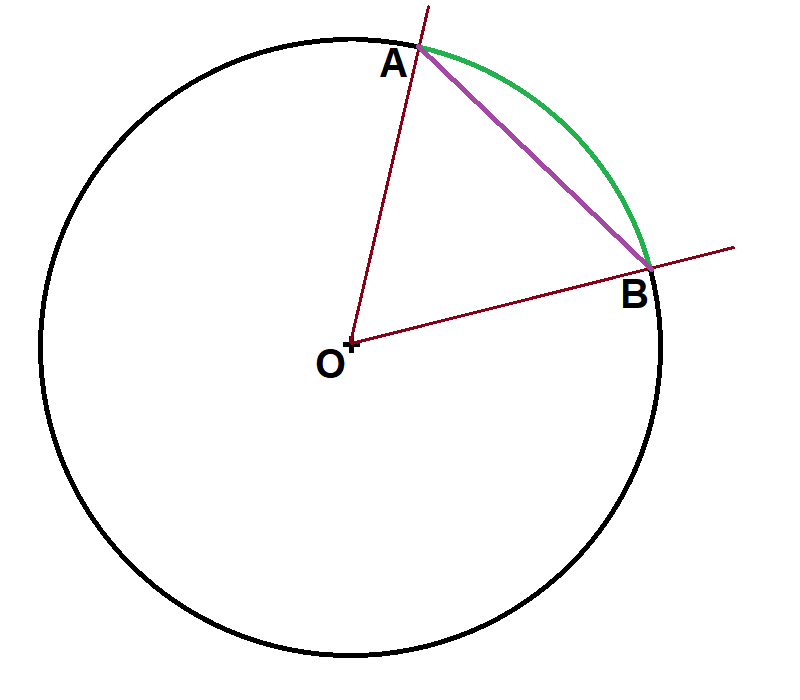
Dans le cas du cercle unité, la distance d induite par la distance euclidienne est la longueur de la corde, tandis que est la longueur de l'arc

Dans un espace métrique (X, d), on définit la longueur d'une courbe {\displaystyle c:[a,b]\rightarrow X} comme la borne supérieure des sommes
prise pour toutes les subdivisions {\displaystyle a_{0}=a<a_{1}\ldots <a_{n}=b} de l'intervalle [a,b].
Pour les détails, voir l'article longueur d'un arc.
On obtient ainsi une structure de longueur sur X (les courbes admissibles étant les courbes rectifiables).
Si {\displaystyle {\widehat {d}}} est la distance associée à cette structure de longueur, on a  {\displaystyle d<{\widehat {d}}}. 
Exemple. Si (X, d)  est le cercle unité du plan euclidien muni de la distance induite,
{\displaystyle {\widehat {d}}} est la distance angulaire.
Attention. Il peut arriver que la topologie définie par  {\displaystyle {\widehat {d}}} 
soit strictement plus fine que la topologie de départ.
Si on réitère cette construction à partir de {\displaystyle {\widehat {d}}}, la métrique
ne change pas. Autrement dit {\displaystyle {\widehat {\widehat {d}}}={\widehat {d}}}.

## Les espaces de longueur
Définition.  Un espace métrique (X, d)  est un espace de longueur si {\displaystyle d={\widehat {d}}}.
On dit aussi que (X, d) est un espace métrique intrinsèque.
Exemple. Une surface de l'espace euclidien, munie de la métrique induite, n'est pas  un espace de longueur, à moins d'être totalement
géodésique. Elle l'est 
si on la munit de la distance associée à la métrique riemannienne induite.  C'est cette situation qui justifie la terminologie alternative de métrique intrinsèque.
Un espace de longueur est connexe par arcs et localement connexe par arcs. C'est pourquoi il existe des espaces topologiques métrisables qu'on ne peut pas munir d'une structure de longueur, comme l'ensemble des rationnels.
Un espace métrique complet est un espace de longueur si et seulement s'il existe des « presque-milieux ». Autrement dit
Théorème. Soit  (X, d) un espace métrique complet. C'est un espace de longueur si et seulement si, quels que soient x et y dans X et  {\displaystyle \epsilon >0}, il existe un z tel que  
On a aussi la version suivante du théorème de Hopf-Rinow.
Théorème. Soit  (X, d) un espace de longueur localement compact et complet. 
Alors toutes les boules fermées sont compactes, et deux points quelconques x et y
peuvent toujours être joints par une courbe de longueur d(x, y).